# Survivors Network of those Abused by Priests
Das Survivors Network of those Abused by Priests (SNAP) wurde 1989 von Barbara Blaine gegründet und ist die älteste und aktivste Unterstützungsgruppe in den USA für Frauen und Männer, die von Personen mit religiöser Autorität sexuell missbraucht wurden.
SNAP ist eine unabhängige Non-Profit-Organisation mit keinen Verbindungen mit irgendeiner Kirche. Die Gründerin Blaine ist derzeitige Präsidentin der Organisation, nationaler Direktor und Sprecher ist David Clohessy. Beide sind selbst Opfer von sexuellem Missbrauch durch Kleriker.
Im Jahre 2008 hatte SNAP eigenen Angaben zufolge mehr als 9000 Mitglieder.
SNAP forderte 2008 den Rücktritt von Kardinal Bernard Francis Law, des früheren Erzbischofs von Boston. Außerdem kritisierte die Organisation im Vorfeld der Reise von Papst Benedikt XVI., dass dieser nicht in das „Epizentrum“ des Missbrauchs reisen werde, um sich der Auseinandersetzung zu stellen.
2009 unterstützte die SNAP einen Gesetzesentwurf in New York, der die römisch-katholischen Bistümer dazu verpflichten sollte, die Namen derjenigen Kleriker offenzulegen, die aufgrund von Anschuldigungen des Kindesmissbrauches in den Ruhestand oder in andere Pfarreien versetzt wurden.
2012 räumte David Clohessy, Leiter von SNAP, vor Gericht ein, in der Vergangenheit gerichtlich gesperrte Informationen weitergegeben und Pressemitteilungen mit Falschinformationen veröffentlicht zu haben.